# Бистшиця (Олавський повіт)
Бистшиця (пол. Bystrzyca) — село в Польщі, у гміні Олава Олавського повіту Нижньосілезького воєводства.
Населення — 2456 осіб (2011).
У 1975-1998 роках село належало до Вроцлавського воєводства.

## Демографія
Демографічна структура станом на 31 березня 2011 року:
|          | Загалом | Допрацездатний вік | Працездатний вік | Постпрацездатний вік |
| -------- | ------- | ------------------ | ---------------- | -------------------- |
| Чоловіки | 1217    | 257                | 859              | 101                  |
| Жінки    | 1239    | 233                | 754              | 252                  |
| Разом    | 2456    | 490                | 1613             | 353                  |